# Djiboutiaanse presidentsverkiezingen 2011
De Djiboutiaanse presidentsverkiezingen 2011 vonden plaats op 8 april 2011. Ismaïl Omar Guelleh werd herverkozen en won zo de verkiezingsstrijd van Mohamed Warsama Ragueh.
In april 2010 werd de grondwet, op vraag van president Guelleh, aangepast zodat hij ook voor een derde maal verkozen kon worden. Hiervoor konden presidenten maar maximaal tweemaal verkozen worden. In februari 2011 werd ook in Djibouti geprotesteerd voor de afzetting van de president. Dit leidde tot de aanhouding van enkele oppositieleiders en demonstranten.
Abdourahman Boreh had zich ook kandidaat gesteld voor het presidentschap maar zou niet deelnemen mits Guelleh op het stembiljet stond.

## Verkiezingsuitslag
| Kandidaat                 | Stemmen | Stemmen |
| Kandidaat                 | %       | #       |
| ------------------------- | ------- | ------- |
| Ismaïl Omar Guelleh (RPP) | 80,58   |         |
| Mohamed Warsama Ragueh    | 19,42   |         |

Opkomst: 69.68% van de bevolking